# Wydział Sztuk Pięknych Uniwersytetu Mikołaja Kopernika w Toruniu
Wydział Sztuk Pięknych Uniwersytet Mikołaja Kopernika w Toruniu – jednostka naukowo-dydaktyczna będąca jednym z 16 wydziałów Uniwersytetu Mikołaja Kopernika w Toruniu, utworzona w 1946 roku. Siedziba wydziału znajduje się w zachodniej części miasta, w dzielnicy Bydgoskie Przedmieście, w zabytkowym budynku przy ul. Henryka Sienkiewicza 30/32. Rada Wydziału Sztuk Pięknych posiada uprawnienia do przeprowadzania przewodów kwalifikacyjnych I i II stopnia.

## Historia
Wydział Sztuk Pięknych szczyci się ponad dwustuletnią tradycją – jego historia sięga XVIII-wiecznej „szkoły wileńskiej”, a geneza wiąże się z działalnością Szkoły Głównej Litewskiej, uniwersytetu w Rzeczypospolitej. 1 października 1797 rozpoczęła działalność Katedra Malarstwa i Rysunku Szkoły Głównej Wileńskiej, ustanowiona przy Wydziale Literatury i Sztuk Wyzwolonych. Jej kierownictwo powierzono Franciszkowi Smuglewiczowi, malarzowi epoki stanisławowskiej. Dołączyli do niego inni artyści, jak malarz-klasycysta Jan Rustem czy Andre Le Brun. Okres świetności Wilna jako centrum artystycznego zakończył się wraz z powstaniem listopadowym – likwidacja Uniwersytetu Wileńskiego rozproszyła jego wychowanków, choć dorobek „szkoły wileńskiej” zachował siłę oddziaływania jeszcze po połowie XIX wieku.
Tradycja akademickiego kształcenia artystycznego w Wilnie została wskrzeszona w 1919 roku. Przy reaktywowanym Uniwersytecie, któremu nadano imię Stefana Batorego, utworzono wówczas Wydział Sztuk Pięknych. Kres działalności Uniwersytetu Wileńskiego, a więc także Wydziału Sztuk Pięknych nastąpił po wybuchu II wojny światowej w 1939 roku. Po wojnie Wilno nie zostało włączone do Polskiej Rzeczypospolitej Ludowej, postanowiono więc utworzyć uniwersytet na ziemiach polskich – wybór padł na Toruń. UMK powstał na mocy dekretu Rady Ministrów z dnia 24 sierpnia 1945 roku, zatwierdzonego przez Prezydium Krajowej Rady Narodowej w dniu 11 września 1945 roku. Przy Wydziale Humanistycznym zaczęto organizować Sekcję Sztuk Pięknych. Decydujący wpływ na jego powstanie mieli pracownicy przedwojennego Wydziału Sztuk Pięknych wileńskiego Uniwersytetu Stefana Batorego. Dnia 24 stycznia 1946 roku Sekcję Sztuk Pięknych przekształcono w odrębny Wydział Sztuk Pięknych.

## Kierunki kształcenia
Obecnie (r. akad. 2024/25) Wydział daje możliwość podjęcia studiów pierwszego i drugiego stopnia oraz jednolitych magisterskich na ośmiu kierunkach:
- architektura wnętrz
- grafika
- historia sztuki
- konserwacja i restauracja dzieł sztuki
- krytyka artystyczna
- malarstwo
- ochrona dóbr kultury
- sztuka mediów i edukacja wizualna.

### Studia podyplomowe
- w zakresie ochrony i zarządzania kolekcją muzealną
- w zakresie konserwacji obiektów archeologicznych – metal, skóra, glina suszona, ceramika i szkło
- w zakresie militariów z okresu I i II wojny światowej

### Studia doktoranckie
Szkoła Doktorska Nauk Humanistycznych, Teologicznych i Artystycznych Academia Artium Humaniorum kształci doktorantów w dziedzinie nauk humanistycznych w dyscyplinie naukowej: nauki o sztuce oraz w dyscyplinie naukowej: sztuki plastyczne i konserwacja dzieł sztuki.

## Struktura organizacyjna
| Jednostka                                                          | Kierownik                            |
| ------------------------------------------------------------------ | ------------------------------------ |
| Katedra Konserwacji-Restauracji Malarstwa i Rzeźby Polichromowanej | dr hab. Jacek Stachera               |
| Katedra Konserwacji-Restauracji Papieru i Skóry                    | dr hab. Tomasz Kozielec              |
| Katedra Konserwacji-Restauracji Architektury i Rzeźby              | dr hab. Piotr Niemcewicz             |
| Katedra Technologii i Technik Sztuk Plastycznych                   | dr hab. Jarosław Rogóż               |
| Katedra Konserwacji-Restauracji Sztuki Nowoczesnej i Współczesnej  | prof. dr hab. Dariusz Markowski      |
| Katedra Grafiki                                                    | dr hab. Marek Zajko                  |
| Katedra Projektowania Graficznego                                  | dr hab. Nikodem Pręgowski            |
| Katedra Intermediów                                                | prof. dr hab. Krzysztof Białowicz    |
| Katedra Architektury Wnętrz i Rzeźby                               | dr hab. Grzegorz Maślewski           |
| Katedra Rysunku                                                    | dr hab. Witold Pochylski             |
| Katedra Edukacji Wizualnej i Badań nad Sztuką                      | dr hab. Marcin Jaworski              |
| Katedra Malarstwa                                                  | dr hab. Ireneusz Kopacz              |
| Katedra Historii Sztuki XX w. w Europie Środkowej i na Emigracji   | prof. dr hab. Jan Wiktor Sienkiewicz |
| Katedra Historii Sztuki Nowoczesnej i Pozaeuropejskiej             | dr hab. Dorota Kamińska-Jones        |
| Katedra Historii Sztuki i Kultury                                  | dr hab. Ryszard Mączyński            |
| Katedra Konserwatorstwa                                            | dr hab. Janusz Krawczyk              |
| Katedra Zabytkoznawstwa i Muzealnictwa                             | dr hab. Piotr Birecki                |
| Centrum Badań i Konserwacji Dziedzictwa Kulturowego                | dr Katarzyna Krynicka-Szroeder       |

## Władze Wydziału
W kadencji 2024–2028:
| Stanowisko                                                                  | Imię i nazwisko           |
| --------------------------------------------------------------------------- | ------------------------- |
| Dziekan                                                                     | dr hab. Filip Pręgowski   |
| Prodziekan ds. studenckich i kształcenia                                    | dr Emilia Ziółkowska-Ganc |
| Prodziekan ds. nauki i współpracy z otoczeniem gospodarczym                 | dr Marta Chylińska        |
| Prodziekan ds. artystycznych i kontaktów z otoczeniem społeczno-kulturalnym | dr hab. Tomasz Barczyk    |
| Pełnomocnik Dziekana ds. Promocji                                           | dr Piotr Czyż             |

## Galeria Forum
Od 2005 roku w Wydziale Sztuk Pięknych mieści się Galeria Forum. Zajmuje się ona m.in. wspierania absolwentów UMK, prezentacją wystaw uznanych twórców, promocją eksperymentalnych postaw twórczych, organizacją wydarzeń progresywnych i działań performatywnych. Galeria powstała z inicjatywy prof. dr hab. Kazimierza Rocheckiego. Od 2019 roku galerię prowadzi dr Tomasz Wlaźlak.

## Centrum Badań i Konserwacji Dziedzictwa Kulturowego w Toruniu
W ramach Wydziału Sztuk Pięknych w 2023 roku rozpoczęło działalność Centrum Badań i Konserwacji Dziedzictwa Kulturowego UMK. W ramach projektu UMK wybudowało nowy budynek (przy ul. Sienkiewicza 30/32) oraz zakupiło ok. 115 urządzeń. Centrum zajmuje się badań różnego rodzaju dzieł sztuki, konserwacją-restauracją zabytków i obiektów sztuki, przygotowywaniem projektów konserwatorskich i badaniem właściwości materiałów konserwatorskich.